# Parafia Narodzenia Najświętszej Marii Panny w Żywcu
Parafia Narodzenia Najświętszej Marii Panny – największa parafia rzymskokatolicka w Żywcu, w metropolii krakowskiej, w diecezji bielsko-żywieckiej, w dekanacie żywieckim. Liczy 16 000 wiernych, swoim zasięgiem obejmuje dzielnicę Śródmieście i Kocurów-Koleby.

## Konkatedra Narodzenia Najświętszej Maryi Panny
Konkatedra Narodzenia Najświętszej Maryi Panny – zbudowana w XV wieku, z wysoką wieżą, ozdobiona u szczytu galerią, rozbudowany w latach 1582-1583. Wśród cennych dzieł gotycka płaskorzeźba Zaśnięcia Matki Boskiej z około 1500 roku. Wystrój wnętrza barokowy.

## Kościół Świętego Krzyża w Żywcu
Kościół Świętego Krzyża – gotycki kościół położony w części miasta zwanej Rudzą. Kościół ten został wybudowany w końcu XIV wieku. Około 1410 roku był w rękach Husytów, za czasów Piotra Komorowskiego oddano go katolikom. Koło świątyni znajdował się cmentarz, wykonywano tu też wyroki śmierci. Na przełomie XVIII i XIX wieku służył jako magazyn żywności. Kościół był wielokrotnie rozbudowywany, w końcu XVII wieku dobudowano apsydę, w 1878 roku kaplicę, a na początku XX wieku powstała wieża i przedsionek.

## Kościół św. Marka w Żywcu
Kościół Św. Marka – kościół położony przy ul. Sienkiewicza, za Szpitalem Powiatowym. Został zbudowany w 1591 roku, jako wotum przebłagalne dla odwrócenia szerzącej się w Żywcu zarazy. Pierwotnie był kościołem drewnianym. Murowana świątynia została wzniesiona w 1885 roku. Wokół kościoła powstał cmentarz, obecnie nieczynny.

## Kościół Przemienienia Pańskiego
Kościół Przemienienia Pańskiego - kościół położony na terenie cmentarza Przemienienia Pańskiego. Wzniesiony został w 1701 roku z inicjatywy wójta żywieckiego Andrzeja Komonieckiego i jego żony Zofii Kalfasowiczównej.

## Kościół Matki Boskiej Nieustającej Pomocy
W 1933 roku mieszkańcy Kocurowa, obecnie dzielnicy Żywca, wznieśli kaplicę pw. Matki Boskiej Nieustającej Pomocy. W kaplicy  odprawiano msze święte, na poświęcenie pól,  uczono również religii. Niedaleko od niej, w roku 1996 zbudowano,  murowany kościół pod tym samym wezwaniem. Najpierw, w kwietniu, na placu budowy, postawiono krzyż, a następnie, w maju rozpoczęto budowę kościoła. W  stanie surowym,  kościół był ukończony już w grudniu 1996 roku.